# Terrace House
Terrace House (テラスハウス) és una franquícia de programes de telerealitat japonesa consistent en diverses sèries o temporades i una pel·lícula. El programa segueix les vides de sis mútuament desconeguts, tres homes i tres dones de distintes procedències vitals, que viuen baix el mateix sostre mentre tracten de conèixer-se i tindre cites, i, a més, uns comentadors comenten cada episodi. És característic que els desconeguts porten la roba dels patrocinadors del programa.
Va aconseguir una popularitat al nivell internacional quan va ser emesa en Netflix entre el 2015 i 2017. La sèrie ha rebut crítiques positives per la manera sincera d'aproximar el format de la telerealitat. Des del llançament internacional, el programa s'ha convertit en un èxit sorpresa global i ha desenvolupat un seguiment de culte.

## Resum
Terrace House és un programa de telerealitat no guionitzat en el que l'audiència veu com sis desconeguts viuen junts i què ocorre com a resultat. El grup està format per tres noies i tres xics amb edat que va entre l'adolescència i la trentena. Malgrat no estar descrit com un programa que tracte sobre cites, Terrace House ha sigut considerada així per diversos crítics. El drama ve de veure els membres perseguir una relació romàntica amb altres i ocupant-se de les diferències entre personalitats, morals, expectatives i somnis.
El programa dona accés a una cosa moblada i dos cotxes, tots equipats amb càmeres que registren 24 hores al dia, a l'estil "mosca en la paret". Mentrestant, a Terrace House els membres segueixen treballant i els permeten seguir les seues vides diàries com els vinga de gust. En diversos moments, les càmeres també segueixen els membres a les seues localitzacions, com la feina o els restaurants. Quan un membre decidiex anar-se'n permanentment, és substituït per un altre membre del mateix gènere.
Un grup de comentadors situats en un estudi introdueixen cada episodi i veuen com l'audiència. Comenten en intervals regulars analitzant conversacions, desxifrant el llenguatge no verbal dels membres i fent bromes sobre els últims 10 minuts mostrats.

## Sèries
Netflix coproduí junt a Fuji TV la temporada de 2015 i altres dos.
Temporades:
- Boys and Girls in the City
- Aloha State
- Opening New Doors
- Tokyo 2019-2020[13]

A més de la sèrie va haver una pel·lícula.

## Rebuda

### Crítiques
Terrace House rebé bones crítiques per tornar la realitat a la telerealitat, amb la falta de drama fent el programa quelcom distintiu, relaxant i addictiu. La revista GQ descrigué el programa com un "programa de telerealitat per a la gent que odia la telerealitat" afegint que es quedarà a càrrec de la teua vida perquè et fixaràs en allò que passa a cada minut.
Troy Patterson del New Yorker alabà l'acció lenta que és "encesa per les friccions honestes dels defectes menors de les personalitats i les necessitats en conflicte", comentant que el programa s'apropa més a un documental de naturalesa que les pel·lícules d'explotació que la gent espera de la telerealitat: "Si els productors perfilen les seues interaccions amb la intenció de crear conflicte, ho fan amb la major subtilesa que el gènere ha vist mai." En la ressenya de Justin McElroy per a Polygon, ell elogià el programa com a infinitament fascinant, "en un escenari de telerealitat ple de caricatures pseudohumanes amb fam de fama, Terrace House es manté per simplement permetre a humans ser humans de manera deliciosa i punyent." Andrew Ridker, escrigué per a The New York Times Magazine, que el programa era aclaparadorament banal i així i tot capaç d'excel·lència literària. Respecte la naturalesa persuasiva dels membres de la casa, Ridker afirmà: "M'he descobert a mi mateixa identificant-me amb els membres d'una manera poderosa. Les seues vides són simplement tan realts." En la crítica de The Guardian titulada "Terrace House: the must-watch Japanese reality show in which nothing happens", Rachel Aroesti descriu el programa com un èxit sorprenent i atribuí el seu èxit a la còmoda experiència del visionament, descrivint-lo de ser de naturalesa meditativa. Aroesti arriba a descriure el programa com un cas de la veritat sent més persuasiva que la ficció, ja que "per a tothom que ha sigut decebut consistentment amb l'abisme entre els principis de la telerealitat i la realitat, Terrace House pot ser siga el salvador de la gràcia del gènere." Escrivint per BBC News, Yvette Tan suggereix que l'èxit de Terrace House és pels seus silencis, "És callat i calmat per als ulls. Té colors suaus, la gent es porta bé i parla en veu baixa." Tan suggereix que açò contrasta amb altres programes del gènere, caracteritzats per membres sorollosos i colors brillants, fent que l'atractiu de Terrace House siga el ser l'antídot a aquestes formes de la telerealitat.
Jen Glennon de Newsweek considerà la temporada d'Opening New Doors millor que la d'Aloha State. També va apreciar el programa com una mostra de l'amistat i la vida social en general en el marc de la cultura japonesa.
El programa va ser descrit per Clio Chang de la revista Esquire com al "programa perfecte que veure amb ta mare" a causa de la seua aproximació a les cites per al públic sota la supervisió d'un adult. Chang comenta que les tensions del programa ocorren bàsicament sobre diferències xicotetes entre les morals i personalitats dels personatges, cosa que li dona a Terrace House el "nivell de drama just perquè el dissecciones junt a ta mare després del sopar".
Respecte l'èxit de l'aparent aproximació sense drama del programa a la telerealitat, la Dra. Griseldis Kirsch, professora sènior de cultura contemporània japonesa a la School of Oriental and African Studies (SOAS) comentà "Crec que una raó per què el programa pot ser tan atractiu és que podem vore'ns reflectits més a la gent que hi participa. Tu pots imaginar-te en el seu lloc."
A Japan Times coincidiren que s'abusava de fixar les càmeres als cossos de les participants.

### Índex d'audiència
Durant l'emissió inicial de Boys × Girls Next Door en Fuji Television l'índex d'audiència augmentà des d'una mitja del 5,5% a l'inici a un 6,9% a la fi. L'episodi 74 tingué l'índex més alt amb un 9,1%. Malgrat que Netflix no publica les dades d'audiència, el cap de continguts de la secció japonesa de l'empresa Netflix Japan Kaata Sakamoto digué a Buzzfeed News que el programa havia excedit les expectatives en termes d'audiència internacional.